# Marco Delvecchio
Marco Delvecchio (født 7. april 1973 i Milano, Italien) er en italiensk tidligere fodboldspiller (angriber). Han spillede 22 landskampe for Italien og vandt det italienske mesterskab med Roma. 
Delvecchio startede karrieren hos Inter i sin fødeby, men er bedst kendt for sine 10 sæsoner hos AS Roma. Her var han blandt andet holdkammerat med Francesco Totti, Gabriel Batistuta og Vincenzo Montella, og var med til at vinde det italienske mesterskab i 2001 og Supercuppen i 2001. I alt spillede han 236 ligakampe for Roma og scorede 63 mål.
Delvecchio spillede desuden 22 kampe og scorede fire mål for Italiens landshold. Han debuterede for holdet i en venskabskamp mod Norge 10. februar 1999, mens hans sidste landskamp var et opgør mod Tjekkiet 18. februar 2004. Han var med i truppen til EM 2000 i Belgien og Holland, og spillede tre af italienernes seks kampe i turneringen. Han startede på banen i finalen mod Frankrig, og bragte italienerne foran i begyndelsen af anden halvleg. Franskmændene udlignede dog kort før slutfløjtet, og sikrede sig efterfølgende sejren i den forlængede spilletid. Han deltog også ved VM 2002 i Sydkorea og Japan, men kom dog ikke på banen i denne turnering, hvor italienerne blev slået ud i 1/8-finalen efter et dramatisk nederlag til værtsnationen Sydkorea.

## Titler
Serie A
- 2001 med AS Roma

Supercoppa Italiana
- 2001 med AS Roma